# Villers-Patras
 Villers-Patras  là một xã thuộc tỉnh Côte-d’Or trong vùng Bourgogne miền đông nước Pháp.